# Арлея
Арле́я (устар. Орлея; бел. Арлея) — озеро в Полоцком районе Витебской области Беларуси. Лежит в бассейне Западной Двины, при этом относясь одновременно к подбассейнам Со́сницы и Свины́.

## География
Озеро Арлея расположено в 43 км к северо-востоку от Полоцка. На северо-восточном берегу находится деревня Орлея. Высота водного зеркала над уровнем моря — 140,3 м.
Площадь поверхности водоёма составляет 0,65 км², длина — 2,33 км, наибольшая ширина — 0,43 км. Длина береговой линии — 6,16 км. Наибольшая глубина — 2,7 м, средняя — 1,9 м. Объём воды в озере — 1,23 млн м³. Площадь водосбора — 12,3 км².

## Морфология
Котловина лощинного типа, вытянутая с запада на восток. Склоны котловины преимущественно пологие, высотой до 2 м. Северо-западные склоны высотой до 15 м, крутые, покрытые кустарником. Северо-восточные склоны распаханы. Береговая линия извилистая. Берега низкие, песчаные и песчано-глинистые, поросшие кустарником и местами деревьями.
Дно плоское, преимущественно сапропелистое. Вдоль восточного берега присутствует относительно протяжённый песчаный участок, спускающийся до глубины 1,5 м.
Сапропели озера Арлея покрывают 95 % площади дна относятся к смешанному и карбонатному типам. Их запасы составляют 3,5 млн м³, средняя мощность отложений — 5,7 м. Естественная влажность сапропеля — 91 %, зольность — от 28 до 72 %, водородный показатель — 6,5. Содержание в сухом остатке: азота — 2,6 %, окислов железа — 4,6 %, алюминия — 3,9 %, кальция — 19,2 %, калия — 0,5 %, магния — 0,5 %, фосфора — 0,3 %.

## Гидрология
Благодаря небольшой глубине озера водная толща в летнее время хорошо прогревается и может достигать температуры 28 °C. Однако повышение температуры может сопровождаться значительным падением уровня растворённого кислорода.
Минерализация воды невысока и составляет 107 мг/л, прозрачность — 0,9 м. Это указывает на эвтрофность водоёма.
С востока в озеро впадает малая река Трещали, вытекающая из озера Грибно. На юго-западе вытекает река Дрожбитка, ниже по течению которой находится озеро Болныря. Кроме того, в озеро впадает несколько ручьёв, а с западной стороны вытекает ещё один ручей, связанный с озером Жельцы.
Поскольку вытекающая из водоёма Дрожбитка является притоком Сосницы, а из озера Болныря часть воды уходит в реку Свина, то озеро Арлея относится одновременно к бассейнам двух притоков Западной Двины.

## Флора и фауна
Несмотря на эвтрофность, водоём зарастает слабо. Растительность распространяется до глубины 1—1,5 м.
В озере водятся лещ, щука, окунь, плотва, уклейка, язь, карась, ёрш, краснопёрка и другие виды рыб.

## Хозяйственное использование
На озере производится промысловый лов рыбы и организовано платное любительское рыболовство.
Озёрный сапропель может использоваться как лечебная грязь или удобрение.